# Anuscha Nice
Anuscha Nice (ur. 26 sierpnia 1991) – południowoafrykańska lekkoatletka specjalizująca się w biegu na 800 metrów.

## Osiągnięcia
| Rok  | Impreza                     | Miejsce | Pozycja           | Wynik   |
| ---- | --------------------------- | ------- | ----------------- | ------- |
| 2009 | Mistrzostwa Afryki juniorów | Bambous | 6. miejsce        | 2:11,00 |
| 2010 | Mistrzostwa świata juniorów | Moncton | El. – 38. miejsce | 2:12,94 |

Medalistka mistrzostw RPA w kategorii juniorek (także w biegu na 400 metrów) oraz seniorek.

## Rekordy życiowe
- Bieg na 800 metrów – 2:03,65 (2015)